# Convenzione di Vienna sulla successione degli Stati rispetto ai trattati
La Convenzione di Vienna sulla successione tra Stati rispetto ai trattati è un trattato internazionale aperto alla firma il 22 agosto 1978 ed entrato in vigore il 6 novembre 1996 dopo l'adesione di 20 stati. Esso regola il subentro dello Stato successore (successore di fatto nell'esercizio della sovranità su un territorio) nei diritti e negli obblighi derivanti da trattati che vincolavano lo Stato predecessore.
Lo scarso successo di questa Convenzione (e dell'altra Convenzione di Vienna, quella del 1983 sulla successione degli Stati rispetto ai beni pubblici, ai debiti pubblici e agli archivi, addirittura non ancora entrata in vigore e ratificata da pochissimi Stati) è da attribuirsi al fatto che, essendo essa non retroattiva, non è applicabile a casi recenti.
È basata su un progetto predisposto dalla commissione del diritto internazionale.

## Lista degli stati aderenti
A febbraio 2019, 23 stati hanno ratificato la convenzione, mentre altri 14 stati l'hanno firmata ma non ratificata.

### Stati che hanno ratificato il trattato
| Stato                     | Firma            | Ratifica          | Metodo                                                |
| ------------------------- | ---------------- | ----------------- | ----------------------------------------------------- |
| Bosnia ed Erzegovina      |                  | 22 luglio 1993    | Successione dalla Jugoslavia                          |
| Brasile                   | 23 agosto 1978   | 7 febbraio 2019   |                                                       |
| Croazia                   |                  | 22 ottobre 1992   | Successione dalla Jugoslavia                          |
| Cipro                     |                  | 12 marzo 2004     | Accesso                                               |
| Rep. Ceca                 | 22 febbraio 1993 | 26 luglio 1999    | Ratifica Successione nella firma dalla Cecoslovacchia |
| Dominica                  |                  | 24 giugno 1994    | Accesso                                               |
| Ecuador                   |                  | 25 luglio 2006    | Accesso                                               |
| Egitto                    |                  | 17 luglio 1986    | Accesso                                               |
| Estonia                   |                  | 21 ottobre 1991   | Accesso                                               |
| Etiopia                   | 23 agosto 1978   | 28 maggio 1980    | Ratifica                                              |
| Iraq                      | 23 maggio 1979   | 5 dicembre 1979   | Ratifica                                              |
| Liberia                   |                  | 16 settembre 2005 | Accesso                                               |
| Macedonia del Nord        |                  | 7 ottobre 1996    | Successione dalla Jugoslavia                          |
| Moldavia                  |                  | 9 febbraio 2009   | Accesso                                               |
| Montenegro                |                  | 23 ottobre 2006   | Successione dalla Serbia e Montenegro                 |
| Marocco                   |                  | 31 marzo 1983     | Accesso                                               |
| Saint Vincent e Grenadine |                  | 27 aprile 1999    | Accesso                                               |
| Serbia                    |                  | 12 marzo 2001     | Successione dalla Jugoslavia                          |
| Seychelles                |                  | 22 febbraio 1980  | Accesso                                               |
| Slovacchia                |                  | 24 aprile 1995    | Ratifica Successione nella firma dalla Cecoslovacchia |
| Slovenia                  |                  | 6 luglio 1992     | Successione dalla Jugoslavia                          |
| Tunisia                   |                  | 16 settembre 1981 | Accesso                                               |
| Ucraina                   |                  | 26 ottobre 1992   | Accesso                                               |

### Stati che hanno firmato il trattato
| Stato              | Data firma      |
| ------------------ | --------------- |
| Angola             | 23 agosto 1978  |
| Cile               | 23 agosto 1978  |
| Costa d'Avorio     | 23 agosto 1978  |
| RD del Congo       | 23 agosto 1978  |
| Città del Vaticano | 23 agosto 1978  |
| Madagascar         | 23 agosto 1978  |
| Niger              | 23 agosto 1978  |
| Pakistan           | 10 gennaio 1979 |
| Paraguay           | 31 agosto 1979  |
| Perù               | 30 agosto 1978  |
| Polonia            | 16 agosto 1979  |
| Senegal            | 23 agosto 1978  |
| Sudan              | 23 agosto 1978  |
| Uruguay            | 23 agosto 1978  |